# Mercantile Marine War Medal
La Mercantile Marine War Medal est une médaille commémorative britannique qui a été instituée en 1919 et était attribuée par la Commission du Commerce du Royaume-Uni pour récompenser les marins de la Marine marchande britannique pour leur service en mer pendant la Première Guerre mondiale.

## Historique et modalités d'attribution
Entre le 5 août 1914 et l'Armistice du 11 novembre 1918, 2479 navires de la marine marchande britannique et 675 bateaux de pêche britanniques ont été perdus en mer à la suite d'actions de guerre de la Kaiserliche Marine. 14 287 marins et 434 pêcheurs ont péri dans ces actions. La Commission du Commerce du Royaume-Uni, avec l'approbation du Roi George V a institué la Mercantile Marine War Medal pour récompenser les services des officiers et hommes d'équipage de la marine marchande, qui, étant seulement des marins civils, ont continué à servir tout en courant le risque d'être attaqués en mer par l'ennemi pendant la guerre,.